# Régis Le Bris
Pour les articles homonymes, voir Le Bris.
Régis Le Bris, né le 6 décembre 1975 à Pont-l'Abbé (Finistère), est un joueur de football français, reconverti en formateur puis entraîneur.
Il est l'actuel entraîneur de Sunderland AFC.

## Biographie

### Carrière de joueur
Régis Le Bris grandit à Plonéour dans le Finistère. Il prend sa première licence à l'US Plonéour, avant de rejoindre l'AS Ergué-Armel à 12 ans, puis l'ES Kerfeunteun.

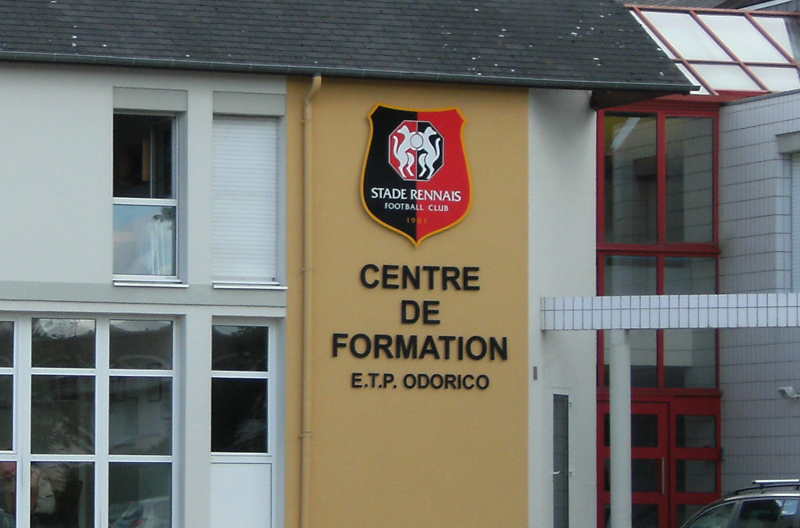
Régis Le Bris est formé au Stade rennais.

Il est formé au Stade rennais, où son frère Benoît Le Bris a également joué. International dans les catégories jeunes, il décroche en 1991 la deuxième place du Tournoi de Montaigu avec l'équipe de France des moins de 15 ans, aux côtés du Toulousain Laurent Batlles.
Défenseur axial, il fait ses débuts en Division 1 à 18 ans, lancé par Michel Le Milinaire face à Montpellier. Stagiaire à partir de 1994, il signe son premier contrat professionnel sur le tard, à 21 ans et fait partie de l'effectif rennais en Division 1 pendant cinq saisons, avec un temps de jeu réduit.
Alors qu'il lui reste deux ans de contrat à Rennes, il rejoint en avril 1999 le club voisin du Stade lavallois, en Division 2, pour un contrat de trois ans. Il y retrouve Ulrich Le Pen et Mickaël Buzaré, aux côtés desquels il a évolué sous les couleurs Rouge et Noir. Barré par Stéphane Moreau et Aziz Ben Askar puis par l'éclosion de Samuel Neva, il n'est titularisé qu'à 38 reprises en trois ans avec les Tango. À Laval il se lie d'amitié avec Franck Haise, avec lequel il collaborera au Stade rennais puis au FC Lorient.
Il termine sa carrière par une saison au KSK Renaix en D2 belge.

### Carrière d'entraîneur
Après une carrière de joueur terminée à 27 ans, il décide de se consacrer à la formation des jeunes. Il débute dans ce domaine à l’ES Wasquehal où il est responsable des 14 ans fédéraux avant de revenir en 2004 au Stade rennais. Il prend successivement la tête des 15 ans évoluant en DH puis, en 2006, des 18 ans Nationaux avec lesquels il remporte le championnat national en 2007 puis la Coupe Gambardella en 2008.
Le 8 juillet 2012, il rejoint le FC Lorient en tant que directeur du centre de formation. Il entraîne d'abord l'équipe U17 du club avec laquelle il décroche le titre de champion de France en 2015. Cette même année, il devient entraineur de l'équipe réserve remplaçant Franck Haise, qui devient adjoint de Sylvain Ripoll, coach de l'équipe professionnelle.
Il est nommé entraineur principal du FC Lorient le 27 juin 2022, juste après le départ de Christophe Pélissier. Le 9 octobre 2022, il est le premier entraîneur français de l'histoire à compter 25 points après les dix premiers matches de sa carrière en Ligue 1. Après un début de saison tonitruant le FC Lorient est alors à la deuxième place du championnat, la plus haute dans l'histoire du club, mais finira à la dixième place.
Abordé par l'OGC Nice, son désir de changer de club est dévoilé par RMC, mais un communiqué officiel coupe court aux envies d'ailleurs de l'entraîneur, le président Loic Féry rappelant que le contrat a été renouvelé et menaçant de poursuivre l'OGC Nice auprès de la FIFA pour non respect des règles relatives aux transferts.
En 2023 il fait partie des trente personnalités « qui font le foot français » selon L'Équipe.

## Formation et diplômes
En juin 2004, il obtient la partie spécifique du brevet d'État d'éducateur sportif deuxième degré (BEES 2e degré), nécessaire à l'obtention du diplôme d'entraîneur de football (DEF). En plus de ses diplômes d'entraîneur dont le BEPF qu'il valide en 2022, il est titulaire d’un doctorat en STAPS en physiologie et biomécanique de l'université Rennes 2 obtenu en 2006 à la suite de sa thèse sur l'« étude biomécanique de la course à pied », et d’un DU de préparation mentale du sportif de haut niveau obtenu en 2010.

## Parcours

### Joueur
- Débuts à l'US Plonéour, à l'AS Ergué-Armel et à l'ES Kerfeunteun.
- 1991-1999 :  Stade rennais
- 1999-2002 :  Stade lavallois
- 2002-2003 :  KSK Renaix[14]

### Entraîneur
- 2003-2004 : ES Wasquehal - Entraîneur adjoint des 14 ans fédéraux
- 2004-2012 : Stade rennais - Éducateur/Formateur
  - 2004-2006 : Entraîneur des 15 ans (DH)
  - 2006-2012 : Entraîneur des 18 ans/U19 nationaux
- Depuis 2012 : FC Lorient
  - 2012-2022 : Responsable du centre de formation
    - 2012-2015 : Entraîneur de l'équipe U17 National
    - 2015-2022 : Entraîneur de l'équipe réserve en N2

  - 2022-2024 : Entraîneur de l'équipe première en L1
- Depuis 2024 : Entraîneur de Sunderland AFC

## Palmarès d'entraîneur
- Champion de France National 18 ans en 2007 : Stade rennais FC
- Vainqueur de la Coupe Gambardella en 2008 : Stade rennais FC
- Champion de France National U17 en 2015 : FC Lorient